# Trolejbusy w Sarańsku
Trolejbusy w Sarańsku − system komunikacji trolejbusowej działający w rosyjskim mieście Sarańsk.

## Historia
W 1965 wybudowano i otwarto zajezdnię trolejbusową na 50 trolejbusów. 29 stycznia 1966 uruchomiono trolejbusy na jednej linii:
- 1: Депо − Ж.Д.Вокзал

Wkrótce potem uruchomiono drugą linię, która miała te same końcówki ale inną trasę:
- 2: Депо − Ж.Д.Вокзал

W 1968 uruchomiono linie nr 3 i 4, a w 1969 linię nr 5. W 1988 budowano drugą zajezdnię na 100 trolejbusów. W mieście funkcjonują dwie zajezdnie trolejbusowe.

## Linie
W styczniu 2011 w Sarańsku było 11 linii trolejbusowych:
1, 2, 5, 5a, 7, 8, 10, 11, 12, 13, 15. 
W związku z  przebudową mostu łączącego Химмаш z centrum miasta zawieszono linie 5, 5a i 15. Planowane przywrócenie linii na stałe trasy to jesień 2011.

## Tabor
Pierwsze trolejbusy otrzymano w 1965, było to 10 trolejbusów typu ZiU-5. Obecnie w Sarańsku jest 98 trolejbusów:
- ZiU-9 (10 odmian), 92 sztuki
- LiAZ-52803 (VZTM) 5 sztuk
- AKSM 101A 1 sztuka

Latem do Sarańska ma dotrzeć 10 - 15 nowych trolejbusów.